# Guillermo de Aigrefeuille
Guillermo de Aigrefeuille, el viejo, (La Font (Corrèze), 1326-Viterbo, 4 de octubre de 1369), llamado el cardenal de Zaragoza, nació en la diócesis de Limoges. Segundo hijo de Guillaume d'Aigrefeuille y de Aigline de Tudeils, fue hermano de Aymar de Aigrefeuille, mariscal de la Corte pontificia de Aviñón, y del cardenal Faydit de Aigrefeuille, y tío del cardenal Guillermo de Aigrefeuille el joven.

## Biografía

### Cardenal a los veinticuatro años
Su carrera eclesiástica se debió a su primo Pierre Roger, el futuro Clemente VI.
Empezó siendo benedictino en Beaulieu y después en el monasterio de Lagrasse en la diócesis de Carcasona. Su primo, entonces arzobispo de Rouen, lo nombró prior de Saint-Pierre d’Abbeville.
Poco después de su elección como papa, Clemente VI lo nombró protonotario apostólico y auditor de la Sagrada Rota de Aviñón. Tenía apenas veinte años cuando su primo lo nombró arzobispo de Zaragoza el 19 de enero de 1347.
Fue nombrado cardenal de Santa María en Trastévere en el consistorio del 17 de diciembre de 1350. En este consistorio además se convirtieron en cardenales Raymond de Canillac, Pierre de Cros y Étienne de la Garde, también parientes y aliados del papa.

### Legado de Inocencio VI y de Urbano V
Dos años más tarde, el 16 de diciembre, estuvo entre los 25 cardenales del Sacro Colegio que asistieron al cónclave para elegir al sucesor de Clemente VI. el 18 de diciembre de 1352, resultó elegido otro lemosino, el cardenal Étienne Aubert, que tomó el nombre de Inocencio VI. Este papa hizo a Guillermo su legado en Sicilia, el año 1355 para administrar el reino de Trinacria, tras la muerte del rey Ludovico.
A la muerte de Inocencio VI, el 22 de septiembre de 1362, fueron 24 los cardenales que se reunieron en cónclave. Seis días más tarde, Guillermo de Grimoard, abad de San Víctor de Marsella, fue elegido papa con el nombre de Urbano V. Su candidatura fue propuesta y sostenida por el cardenal Aigrefeuille, aconsejado por su hermano Pierre, obispo de Uzès.
En reconocimiento, el nuevo papa lo envió, el 4 de diciembre de 1362, como legado ante Pedro el Cruel, que acababa de matar a su esposa, Blanca de Borbón (cuñada del Delfín de Francia, Carlos) y protegida del propio papa.

escudo de Andorra sumando los de Foix y de Urgel

### Fundador del Principado de Andorra
Fue nombrado cardenal presbítero de Santa Susana por Urbano V en octubre de 1363 y convertido en Camarlengo del papa, y hecho Cardenal obispo de Sabina el 17 de septiembre de 1367. Siguió al papa cuando volvió a Roma ese mismo año. Urbano V lo nombró árbitro en el conflicto entre el obispo de Urgel y Gastón Febus, conde de Foix, sobre el Andorra. El cardenal redactó unos estatutos convirtiendo Andorra en un principado gobernado por dos copríncipes.

### El cardenal muere apestado

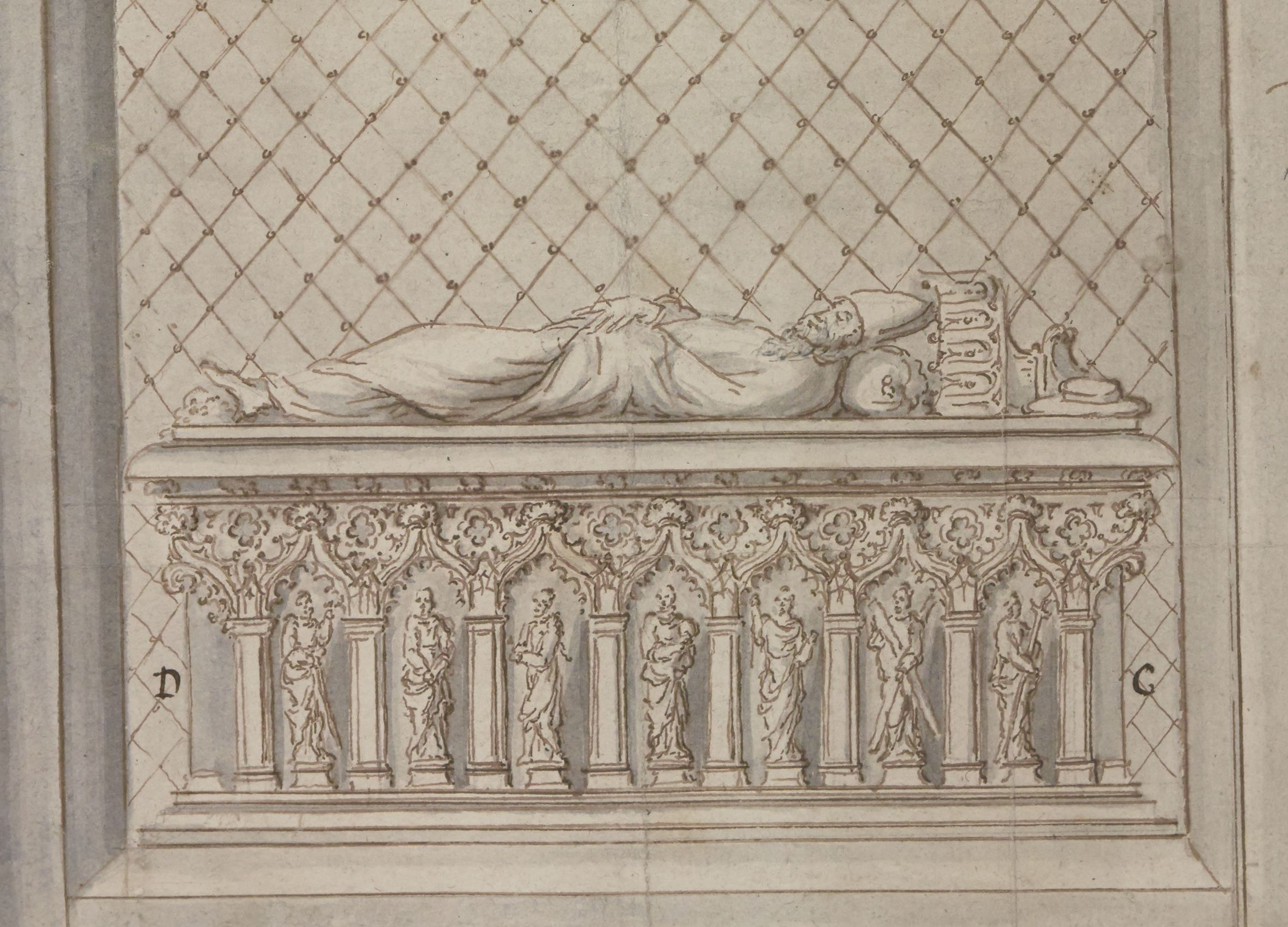
Sepulcro del cardenal Guillermo de Aigrefeuille, Saint-Martial de Limoges

En 1368, Guillermo de Aigrefeuille, ya cardenal obispo de Sabina, solicitó mercedes para sus primos hermanos Bertrand de Vayrac y Jean de Merle. Consagrado por Urbano V en sus nuevas funciones, fue nombrado Legado en Nápoles.
El 4 de octubre de 1369 murió de peste en Viterbo. Enterrado inmediatamente en la iglesia de los agustinos consagrada a la Santísima Trinidad, más tarde sus restos se trasladaron a San Marcial, en Limoges, donde se construyó un sepulcro magnífico.
Su escudo está en las claves de las bóvedas de la iglesia de la Roche, donde había fundado la vicaría de San Marcial o de Grafeuille-La Font.